# 巴薩卡湖
巴薩卡湖，是埃塞俄比亞的湖泊，位於該國中部的埃塞俄比亚大裂谷，處於首都亞的斯亞貝巴東南面約200公里，面積43平方公里，海拔高度950米，平均水深8米，該湖有1座島嶼。该湖以北是阿瓦什国家公园。距该湖最近的城市是东岸的梅特哈拉。
该湖的面积在最近数十年间迅速成长，从1973年的8.4平方公里增长至2008年的42.6平方公里，即在此35年间成长了34平方公里。而在1957年时，该湖还只有3平方公里。关于该湖成长迅速的原因，还不太明确，有研究认为可能和过量的灌溉用水注入湖中有关，但也有其他的假说。

## 图册

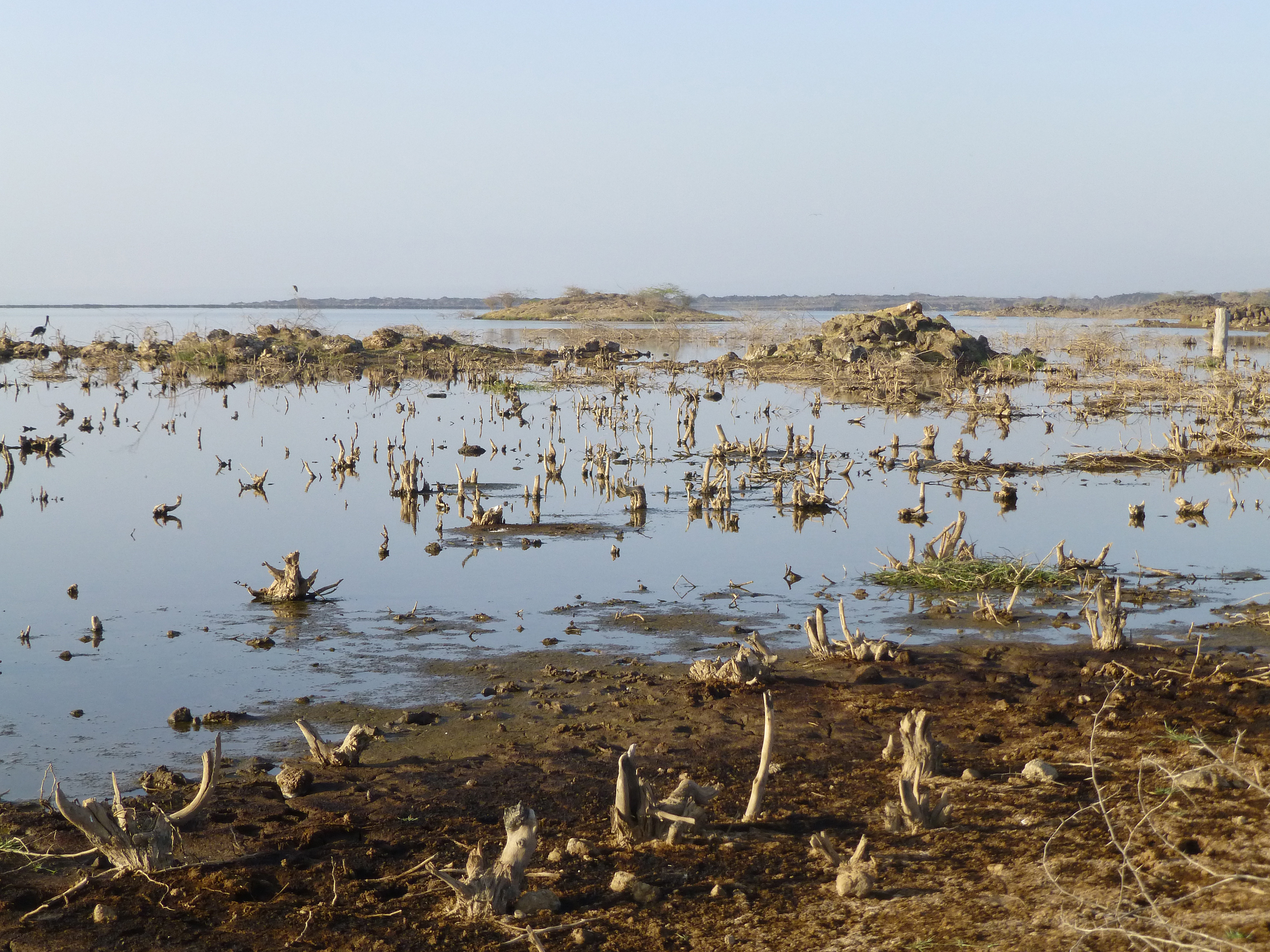
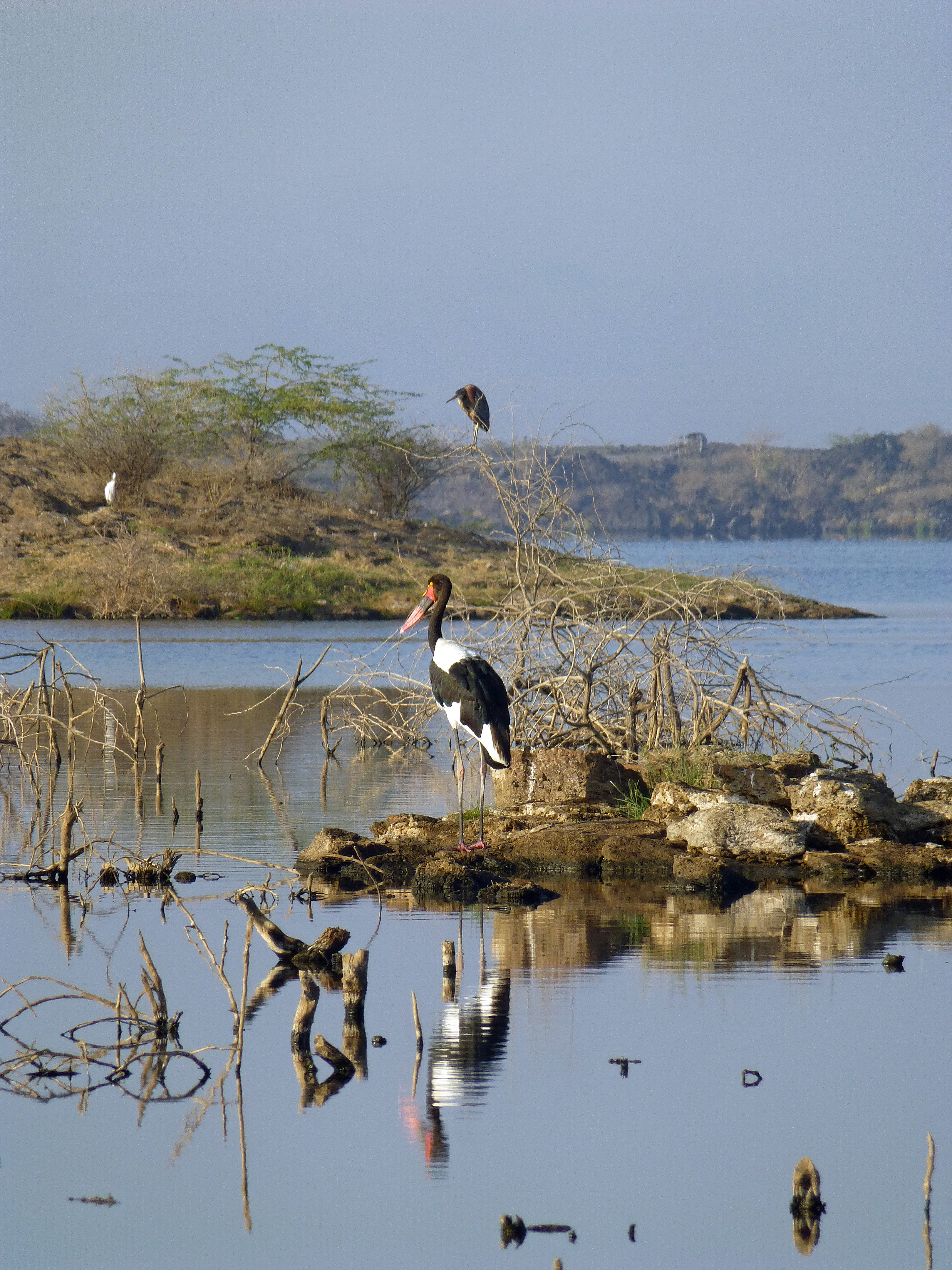
湖边的秃鹫和白鹭
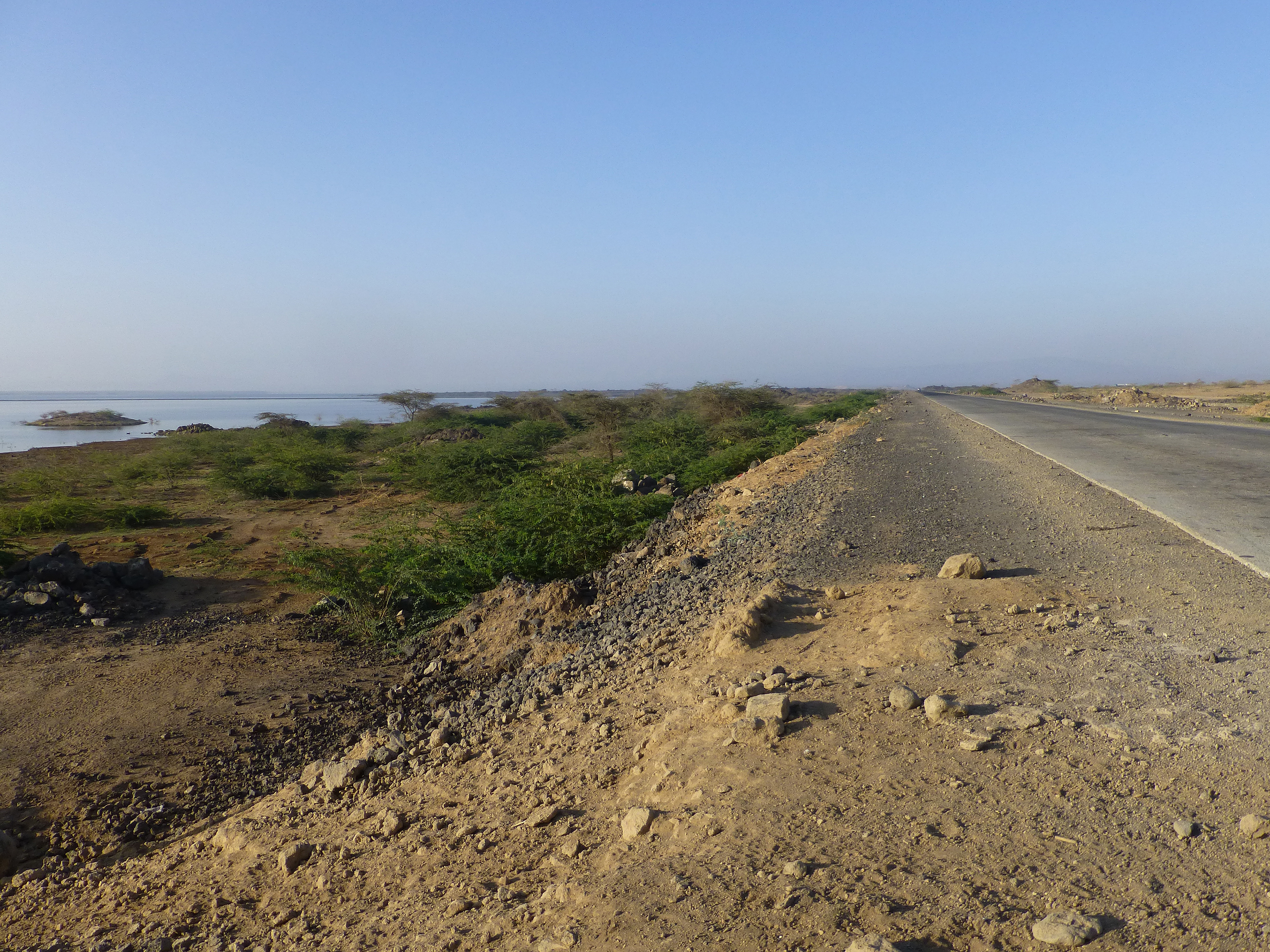
新路
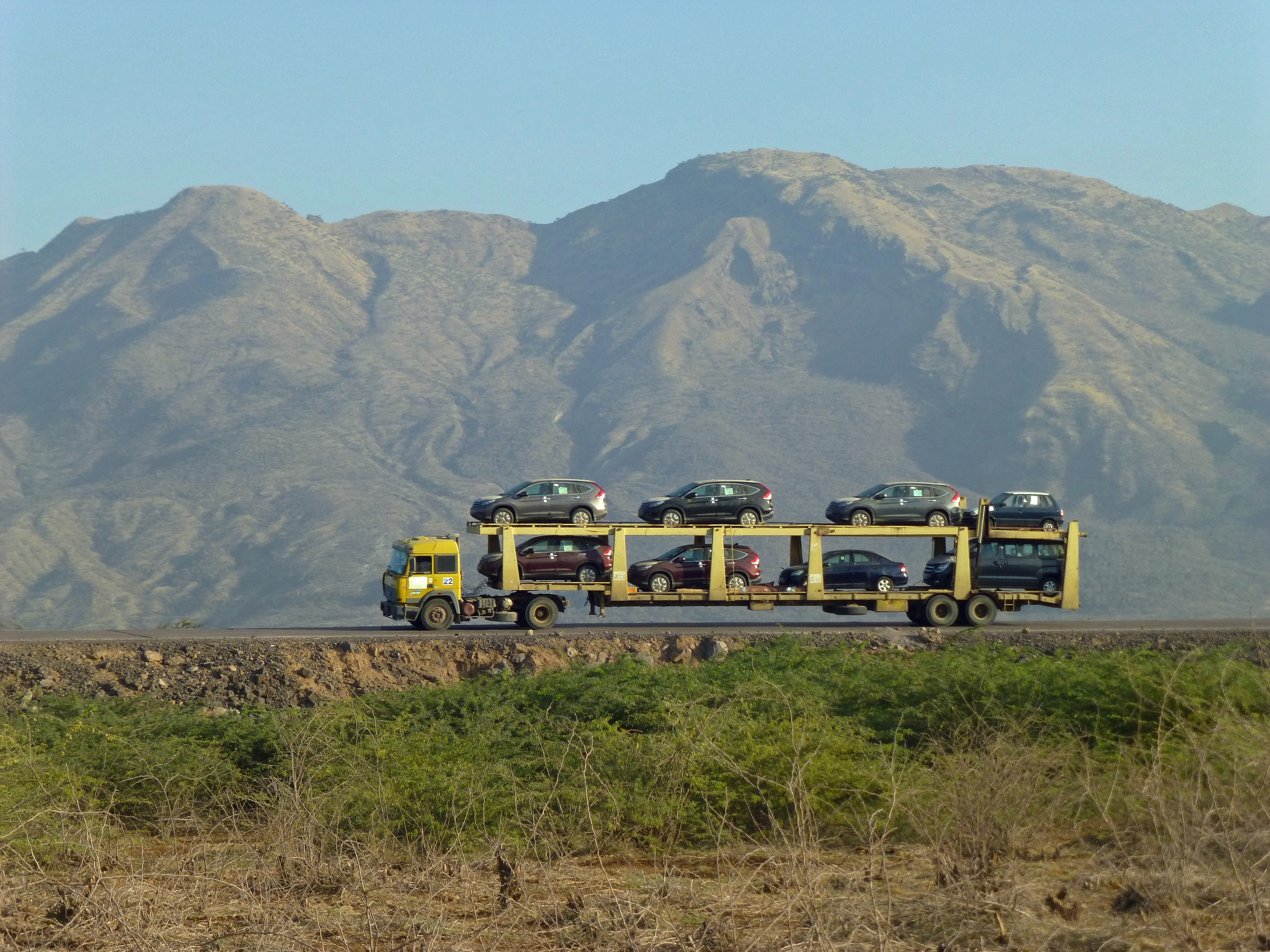
湖边交通